# Fiat 1500L
La Fiat 1500L est un modèle automobile du constructeur italien Fiat qui a été fabriqué à partir de 1962 et pendant toutes les années 1960.

## Histoire
En 1961, Fiat avait lancé deux voitures innovantes : les Fiat 1300 et 1500. 
Pour répondre à la demande d'une partie importante de la clientèle qui ne pouvait accéder aux Fiat 1800 ou 2300 trop chères, Fiat proposa une voiture de grandes dimensions mais avec un moteur de moindre cylindrée : la 1500L (L pour Longue).
Modèle hybride, cette voiture permettait de transporter cinq ou six personnes. La carrosserie reprenait celle des Fiat 1800/2100 avec le moteur de 1 485 cm3 de 75 ch emprunté à la Fiat 1500. Dans les années 1950, Simca avait fait de même en installant le moteur de l'Aronde sous le capot de la Vedette, donnant naissance à la Simca Ariane.
Le succès de la 1500L fut très important en Europe où la demande portait sur les voitures de petite cylindrée mais avec une capacité importante de transport. 
La Fiat 1500L fut aussi fabriquée par la filiale espagnole Seat sous le nom de Seat 1500. Elle était strictement identique à l'original italien mais bénéficia très rapidement, à la demande des taxis madrilènes, d'une motorisation diesel d'origine Mercedes construite localement. La seconde série de la Seat 1500 reçut la calandre à doubles phares de la Fiat 2300.